# Divisões administrativas do Chade
As divisões administrativas do Chade mudaram com frequência desde 1900, quando o território foi criado pela França como parte de seu império colonial, com o nome Territoire Militaire des pays et protectorats du Tchad. A primeira subdivisão ocorreu em 1910, quando foram feitas 9 circunscrições, denominadas départements (departamentos) em 1935 e régions (regiões) em 1947. Quanto às regiões, elas foram divididas em distritos.
Em 1960, imediatamente antes da independência, as regiões se tornaram préfectures (prefeituras), e os distritos, sous-prefectures (subprefeituras). As prefeituras eram originalmente 11, aumentando mais tarde para 14. Em 1999, elas foram modificadas para 28 departamentos; isso foi finalmente alterado em 2002, quando 18 regiões as substituíram. Quanto às regiões, elas são divididas em departamentos, enquanto os últimos são divididos em subprefeituras. After a series of splits in 2008 the number of regions increased to 22. Após uma série de divisões em 2008, o número de regiões aumentou para 22. Em 2012, a região de Ennedi foi dividida em Ennedi-Est e Ennedi-Ouest, produzindo as atuais 23 regiões. Em 2018, as então regiões administrativas passaram a ser chamadas de províncias.